# Aeroportul Nyurba
Aeroportul Nyurba (IATA: NYR, ICAO: UENN) este un aeroport din Iacutia, Rusia ce deservește zona Niurba⁠(d). Aeroportul a fost tranzitat în 2017 de 20.460 de pasageri. A fost numit după zona deservită.
aeroportul dispune de o singură pistă.